# 神谷有樹彦
神谷 有樹彦（かみや ゆきひこ、1964年3月 - ）は、日本の男優・空手家で、岐神空手の代表師範。日本大学櫻丘高等学校、日本大学文理学部哲学科卒。

## 略歴
13歳より極真会館総本部に入門、大山倍達より直指導を受ける。途中、退館するが、1984年に再入門。
1988年3月 初段取得。本部で指導を務める。
1992年の1月から5月迄オーストラリアにて修行。
1996年10月 ワイルドスタント同好会責任者就任。
1997年10月 パリ演武会参加。
2001年まで極真会館松井派所属。四段取得。
2002年、岐神空手設立。
一時、極真会館 宗家に移籍し、五段を取得するが1年で退館。岐神空手に復帰。六段昇進。

## 戦績
- 1988年 第5回全日本ウエイト制大会出場（極真会館主催）
- 1990年 第7回全日本ウエイト制大会出場（極真会館主催）
- 2007・2008・2011年 東都大会（日本国際空手協会主催）一般シニアクラス三位
- 2009年 極真館全日本壮年大会軽量級三位
- 2010年 第5回全日本クラス別空手道選手権大会（日本国際空手協会主催） 準優勝
- 2011年  極真館全日本壮年大会軽量級 優勝
- 2013年 極真会館（宗家）国際親善大会 一般上級型 優勝

## 人物
空手を続けながら大学卒業後、（株）ビッグバンに入社。（企画映像会社）AV・TV・カラオケビデオ・映画等製作等の制作に携わる。4年務めフリーに転身。劇場公開映画の制作部となり「母」「魚からダイオキシン」「エロテックな関係々」「GONIN」「エイトマン」「ツルモク独身寮」「遊びの時間は終わらない」「ルビーフルーツ」「ヌードの夜」「夜がまた来る」等を製作。1993年、俳優に転身。「荒ぶる魂たち」「不夜城」「極悪」「静かなるドン THE MOVIE」「突破者太陽傳」「疾風」「Oh!マイブラザー」「ゼウスの法廷」等に出演。殺陣＆出演「詐話師」「ドルフィンスルー」「今夜も絶好調」「悪の華」「ガンクレージー」「蛇道」「ダブルキャスト」「LADY DROP]「殺し屋1（空手指導・イチ吹替）」「大阪ハムレット」等がある。俳優の傍らディスコ・ヴェルファーレにてセキュリティーを務めた。その功績から、数十件のクラブのセキュリティーを管理する事となる。その頃の経験により要人警護（ボディーガード）をする事もたまにあった。2016年、東京都知事選にて小池百合子のSPを勤める。また、片山さつき議員SP経験あり（2020年9月)
現在は、岐神空手の代表師範として空手指導。アクション指導・講師・俳優を務める。
スタッフ・助監督・制作 他
・NHK・歌謡ホール (1983～1984年 毎週火曜日 20時～20時50分)ｰ制作スタッフ(アルバイト)
・第34・35回 紅白歌合戦 (1983年～1984年 毎年12月31日 21時～23時45分)ｰ制作スタッフ(アルバイト)
カラオケビデオ
・東映カラオケ・日光堂カラオケ (1986年～1988年 100曲以上)ｰ助監督
アダルトビデオ
・引き裂かれた下半身 (1986年 監督 菅野 隆)ｰ助監督
テレビドラマ
・土曜ワイド劇場 三つ首塔 (1988年7月2日放映 監督 野村 孝)ｰ制作進行
・火曜サスペンス劇場 女検事・霞夕子 別荘の女 (1988年11月22日放映 監督 恩地日出夫)ｰ制作進行
・水曜グランドロマン それでも僕は母になりたい (1990年7月18日放映 監督 山田大樹)ｰ制作進行
・土曜ワイド劇場 銀河鉄道に乗る逃亡者 (1996年10月12日放映 監督 岡谷龍一)ｰ制作主任
Vシネマ
・ブローバック 真夜中のギャングたち (1990年 監督 室賀 厚)ｰ制作担当
・デカ玉金助三郎 (1994年 監督 片岡修二)ｰ制作主任
・新書ワル5/完結編 (1995年 監督 辻 裕之)ｰ制作主任
・極妻は15才 (1996年 監督 橋本国弘)ｰ制作主任
映画
・母 (1988年4月29日公開 監督 松山善三)ｰ制作進行
・ツルモク独身寮 (1991年7月27日公開 監督 今関あきよし)ｰ制作主任
・遊びの時間は終わらない (1991年10月5日公開 監督 萩庭貞明)ｰ制作主任
・東京の休日 (1991年11月2日公開 監督 長尾直樹)ｰ制作主任
・魚からダイオキシン (1992年2月22日公開 監督 宇崎竜童)ｰ制作主任
・8マン (1992年 監督 堀内靖博)ｰ制作主任
・エロティックな関係 (1992年10月7日公開 監督 若松孝二)ｰ制作主任
・結婚 (1993年4月24日公開 監督 長尾啓司)ｰ制作主任
・ヌードの夜 (1993年12月8日公開 監督 石井 隆)ｰ制作主任
・天使のはらわた 赤い閃光 (1994年9月10日公開 監督 石井 隆)ｰ制作主任
・夜がまた来る (1994年10月22日公開 監督 石井 隆)ｰ制作主任
・ルビーフルーツ (1995年1月21日公開 監督 君塚 匠)ｰ制作主任
・GONIN (1995年9月23日公開 監督 石井 隆)ｰ制作主任

## 出演
アダルトビデオ
・奇妙な果実(1986年 監督 伊藤秀裕)ｰ強姦魔
・原宿純情派(1987年 アリスJAPAN)ｰ恋人
・夢まみれ(1988年 監督 伊藤秀裕)ｰ恋人
・Tow For THE Road もう一人の私・・(1989年 ナイスワンビデオ)ｰ恋人
Vシネマ
・東京魔悲夜Ⅰ・Ⅱ (1995年 監督 白井政一)ｰ李 小龍
・弟の目の前で (1996年 監督 加藤文彦)ｰ村上 錠
・詐話師 STING (1997年 監督 片岡修二)ｰ男A・擬斗兼ねる
・バナナ白書 誘惑体験告白 (1997年 監督 山本秀之)ｰ神谷
・獣の領分 (1997年 監督 渡辺 武)ｰ田中雅章
・今夜も絶好調 (1997年 監督 新村良二)ｰチンピラ・擬斗兼ねる
・ダブルキャスト (1998年 監督 横井健司)ｰ佐野 誠
・史上最悪の兄弟1・2 (1998年 監督 辻 裕之)ｰ新海組組員・擬斗兼ねる
・白竜 (1998年 監督 金澤克次)ｰ山下
・銀鮫 (1999年 監督 横井健司)ｰ楠本
・実録テレクラ女狩り (1999年 監督 横山楽居)ｰY氏(山本陽一)
・蛇道 (2000年 監督 横井健司)ｰ神本 満
・実録・広島やくざ戦争 (2000年 辻 裕之)ｰ守口 篤
・日本抗争烈島 牙の如く (2001年 伊藤秀裕)ｰ田口
・マネーギャング・極楽同盟 (2001年 監督 宮坂武志)ｰ刑事A・擬斗兼ねる
・喧嘩の極意 (2001年 監督 高橋 玄)ｰ塚本 章・擬斗兼ねる
・新人アナ 秘密のスタジオ (2001年 監督 中村義洋)ｰ磯村
・修羅の群れ (2002年 監督 辻 裕之)ｰ下村武夫
・新人ツアーコンダクター あゆみ (2003年 監督 芝 祐二)ｰ木内 貢
・高校教師・玲子 (2003年 監督 新里猛作)ｰ小泉五郎
・BLACK EMPEROR～鉄の統制～ (2004年 監督 大月栄治)ｰ高林真司
・修羅の外道 (2005年 監督 片岡修二)ｰ大場
・修羅の軍団1・2 (2006年 監督 望月六郎)ｰ沼田洋介
・満淫電車 (2012年 監督 蒲原生人)ｰ弁護士
映画
・激情～恋狩人～(1987年 監督 加島春海)ｰ謎の男
・ギャッピー 僕らはこの夏ネクタイをする (1990年 監督 磯村一路)ｰ就活学生
・ヌードの夜 (1993年 監督 石井 隆)ｰ歌舞伎町ヤクザ
・夜がまた来る (1994年 監督 石井 隆)ｰ鉄砲玉
・GONIN2 (1996年 監督 石井 隆)ｰ野崎ボディーガード
・悪の華 (1997年 監督 篠原哲雄)ｰ井口 章
・不夜城 (1998年 監督 李 志毅)ｰ黒服
・ドルフィン・スルー (1998年 監督 伊藤秀裕)ｰ刑事・擬斗兼ねる
・BLOOD ブラッドｰ狼血ｰ (1999年 監督 鈴木浩介)ｰ李の手下
・突破者・太陽傳 (2000年 監督 高橋 玄)ｰヤクザ
・極道血風録・無頼の紋章 (2000年 監督 伊藤秀裕)ｰ用心棒・擬斗兼ねる
・極悪・人間魚雷ブルース (2000年 監督 伊藤秀裕)ｰストーリートファイター
・静かなるドン THE MOVIE (2000年 監督 鹿島 勤)ｰお好み組組員
・殺し屋 1 (2001年 監督 三池崇史)ｰイチ(大森南朋)吹替・大森南朋 空手指導
・実録 安藤組外伝 地獄道 (2001年 監督 宮坂 武志)ｰ信夫
・伝説のやくざ ボンノ (2002年 監督 辻 裕之)ｰ羽田恒吉
・荒ぶる魂たち (2002年 監督 三池崇史)ｰ卓郎
・GUN CRAZY (2002年 監督 室賀 厚)ｰ坂下喜久夫・擬斗兼ねる
・烈風 (2003年 監督 竹田 直樹)ｰオハラ
・すてごろ 梶原三兄弟激動昭和史 (2003年 監督 光石冨士朗)ｰ黒帯指導員A
・LADY DROP (2003年 監督 中田 圭)ｰラン・擬斗兼ねる
・行動隊長伝・血盟 (2003年 監督 横井健司)ｰ下川
・疾風 (2004年 監督 竹田直樹)ｰ神谷有樹彦(沢村の師匠)
・大阪ハムレット (2009年 監督 光石冨士朗)ｰ教師B・擬斗兼ねる
・Oh！マイブラザー (2010年 監督 長尾久美子)ｰ西成・擬斗兼ねる
・ゼウスの法廷 (2014年 監督 高橋 玄)ｰ警察官
・戦極 (2014年 監督 竹田直樹)ｰヤクザ

### テレビドラマ
・笑っていいとも 美少年コンテスト(1984年 フジテレビ)第67代チャンピオン・チャンピオン大会出場
・七曲署捜査一係「太陽にほえろ！」25周年(1997年 日本テレビ 監督村田 忍)ｰ銀行強盗犯・安田
- 孤独のグルメ Season8 第3話    （2019年10月19日、テレビ東京） - 客 役
- TBS日曜劇場「半沢直樹」（2020年）第四話～最終回に小池百合子都知事選BD経験によりレギュラー出演（白井大臣 SP役)